# Кан Гао, китаец из Кайенны
Кан Гао, китаец из Кайенны (фр. Kan Gao, Chinois de Cayenne; Un Chinois prenant le frais sur une terrasse en bord de mer) — картина французского художника Пьера-Луи Делаваля (фр. Pierre-Louis Delaval или De Laval, 1790—1881).

## Сюжет картины

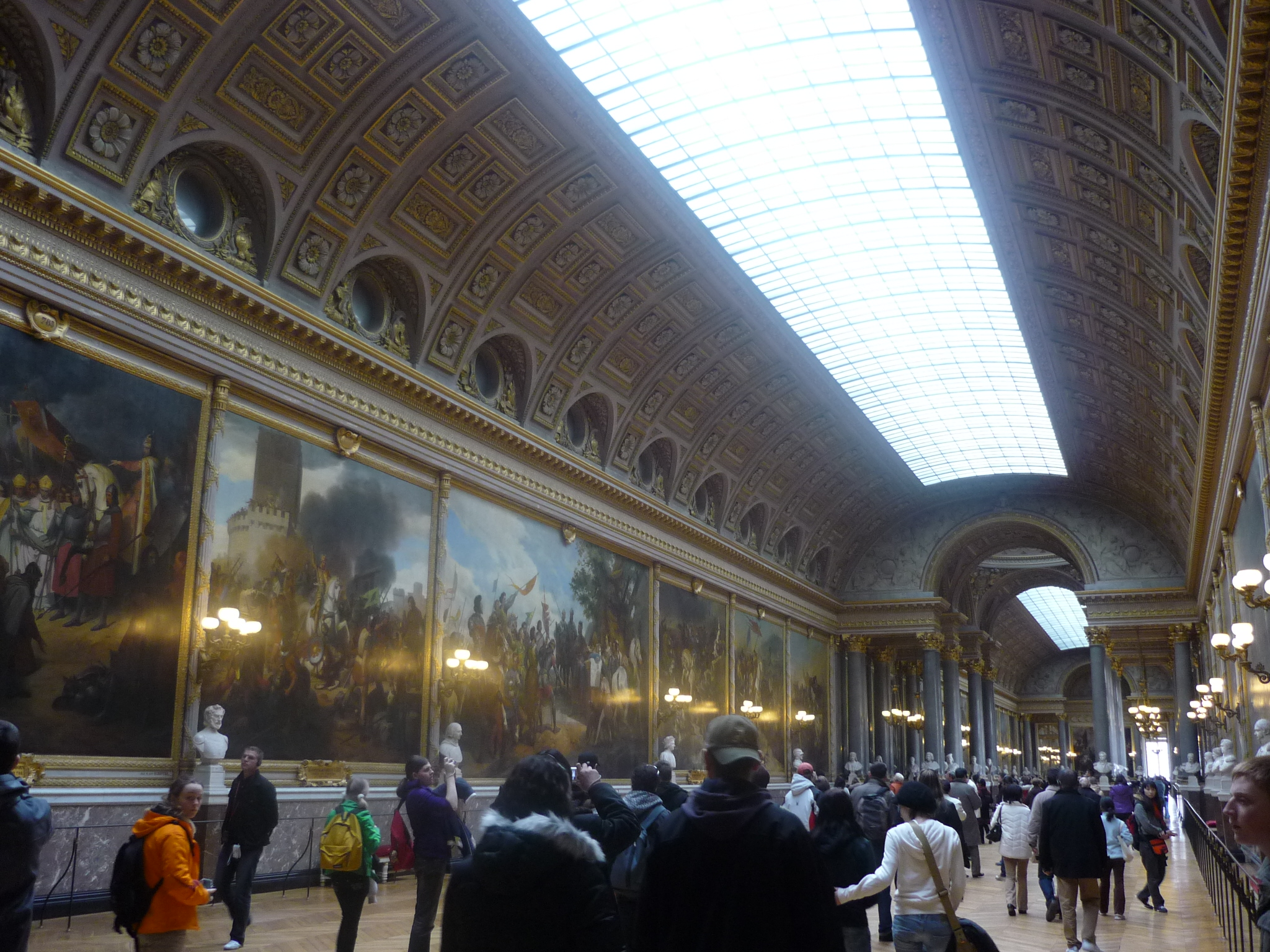
Музей истории Франции, место экспонирования картины

Живописец, специализировавшийся на картинах на религиозные и исторические сюжеты, Делаваль был признан современниками также как портретист. Портрет «Кан Гао, китаец из Кайенны» был единодушно отмечен критиками как выдающийся за цветовую гамму и точность изображения костюма и аксессуаров. Присутствует и техническая экзотика: портрет полностью выполнен с использованием натуральных пигментов, привезённых из Китая.
В книге «Explications des gravures au trait de quelques tableaux de P.-L. De Laval, peintre d’Histoire», опубликованной С.-А. де Лавалем в Париже в 1858 году, об этой картине написано:

«Кан Гао был лидером шестидесяти китайцев, привезённых в Париж в 1821 году капитаном Филибером, которые затем были перевезены в Кайенну для выращивания чая. Всё, что изображено на картине, является китайским: персонаж, одежда и аксессуары [в частности, комплект весьма причудливых по форме шахматных фигур]; вид побережья, который можно увидеть на заднем плане, соответствует чертежам одного из офицеров экспедиции. Кан Гао представлен на террасе. Он одет в блузу из розового крепдешина, белую шелковую юбку, украшенную рисунками различных цветов ручной росписи; его штаны и чулки из белого хлопка, а его туфли из соломы и ткани; его головной убор сделан из чёрного шёлка; в зонтике сочетаются шелка различных цветов».— Robert Fohr. Pierre-Louis Delaval. Kan Gao, Chinois de Cayenne
.
Техника исполнения картины — масляная живопись по холсту. Размер — 220 на 142 см. Картина входит в коллекцию Национального музея замков Версаль и Трианон (или Музей истории Франции в Версале).

## Историческая канва создания картины и персонаж, изображённый на ней

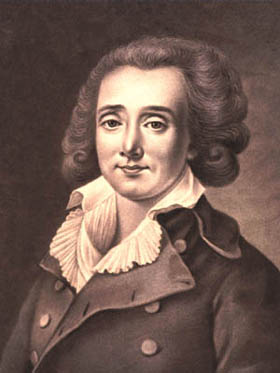
Пьер-Клеман де Лосса, губернатор Гвианы

Чай считался в XVIII—XIX веках в Европе модным и дорогим напитком. Климат части Южной Америки, включающей Французскую Гвиану, воспринимался тогда вполне подходящим для его выращивания там. Увлечённый идеей вырастить чай на собственных плантациях, регент Бразилии и Португалии при психически больной матери Марии I Жуан VI, проживавший в то время в Бразилии, бежав от Наполеона I в 1807 году, выписал из Макао около 500 китайцев и саженцы чайного куста. Эксперимент по выращиванию чая продолжался несколько лет, но завершился провалом. Профессор истории Федерального университета Флуминенси Су Цзян-Чен считает, что из Макао в Бразилию привезли кусты не чёрного, привычного для короля, а зелёного чая, который не пришёлся по вкусу выходцам из Европы.
Министр иностранных дел Франции Этьен Франсуа Шуазёль отправил в 1763 году 14 000 поселенцев во Французскую Гвиану для развития плантационного хозяйства (в исторической науке эта миссия получила название «Expédition de Kourou» по месту высадки и создания колонии), 10 000 из них вскоре погибли, позже Пьер-Виктор Малуэ (занимал должность commissaire général de la Marine et ordonnateur в Гвиане между 1776 и 1778 годами) хотел применить методы, используемые голландскими земледельцами, но не преуспел в своих попытках развития сельского хозяйства. Все попытки развития сельского хозяйства здесь терпели неудачу. Французское население было незначительно в Гвиане, и этим объясняется лёгкость, с которой Кайенна была захвачена португальцами из Бразилии во время наполеоновских войн (они занимали её с 1809 до 1817 год). Серьёзной позже была проблема с рабочей силой для плантаций. Венский конгресс запретил работорговлю, из-за чего теперь не было возможности закупать рабочую силу в Африке, а местные жители  не могли использоваться в этом качестве из-за отсутствия навыков земледелия.
Первоначально целью развития сельского хозяйства были традиционные колониальные продукты: сахар, специи, шоколад и кофе, но в конце 10-х — начале 20-х годов XIX века была предпринята губернатором Пьером-Клеманом де Лосса (исполнял должность с 25 января 1819 по 12 марта 1823 года) попытка использования азиатского (китайского) опыта для создания новых плантаций, при этом акцент делался на выращивании чая. На этот раз центром эксперимента должно было стать местечко Ко (фр. Caux или Kaw).
В январе 1820 года французский капитан Пьер-Анри Филибер набрал на Филиппинах специалистов по выращиванию чая (по некоторым данным их насчитывалось до 60 человек). Среди них был племянник амойского купца, торговавшего и проживавшего на Филиппинах — Kiang-hiao (по прозвищу Khe-yeou), которого его преподавательница французского языка мадам Селье переименовала для простоты произнесения в Kan Gao. Ему предназначалась роль управляющего плантациями чая во Французской Гвиане. Перед этим молодой китаец должен был пройти языковые курсы в Париже. Сохранились записи современников, которые утверждают, что Филибер относился к нему, как к своему протеже.

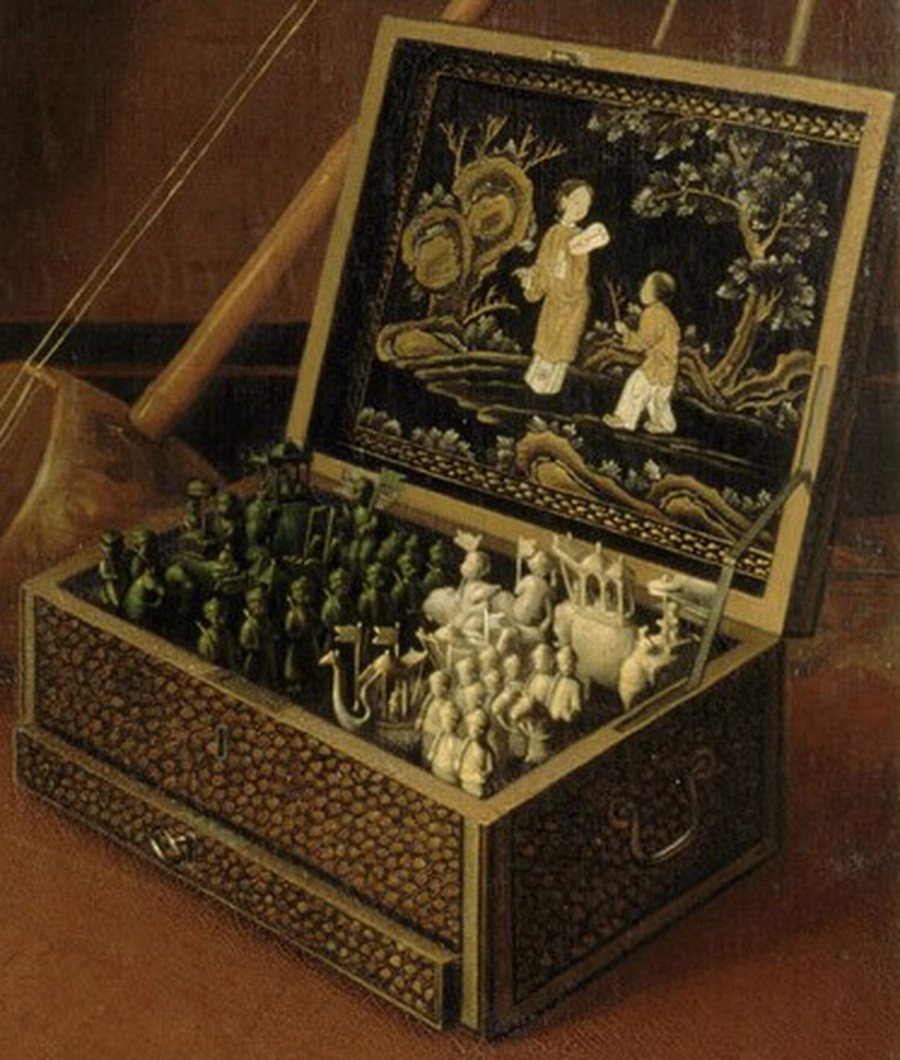
Пьер-Луи Делаваль. Кан Гао, китаец из Кайенны. Фрагмент картины, изображающий китайский комплект шахматных фигур

Молодой человек принадлежал к одной из богатых китайских семей, которые вели торговлю в Маниле. Несмотря на то, что он прилежно учился в Китае, знал наизусть труды Конфуция и мог читать на классическом китайском языке, он не мог пользоваться словарями и не говорил на мандаринском языке, хотя владел языком хокло. Это было связано в значительной степени с тем, что, уехав из Китая в возрасте пятнадцати лет, Кан Гао провел следующие двенадцать лет в Лусоне на Филиппинах, работая в фирме своего дяди. Сохранился многостраничный доклад преподавательницы французского языка мадам Аделаиды Селье морскому министру, в котором она объясняла невозможность успешного обучения Кан Гао французскому языку.
Селье неожиданно умерла в Блуа 4 августа 1822 года в возрасте 44 лет. Кан Гао, не сумевший освоить французского языка, постоянно теперь жаловался на ощущение крайнего одиночества, которое подавляет его. «Я недоволен», «Я несчастлив здесь», — постоянно говорил и писал он. С момента прибытия во Францию два года назад, он не имел никаких новостей о своих родителях и дяде. Кан Гао чувствовал себя обманутым; он никогда не занимал должность, для которой он принёс много жертв. Он также жаловался на то, что не может отправить деньги своему отцу, как обычно делал. Он просил разрешить ему вернуться в Манилу, а затем в Амой. 19 октября 1822 года морской министр разрешил отъезд Кан Гао, который был запланирован на следующий месяц на борту судна из Бордо, а также выписал ему своего рода «премию» в 600 франков. Проект, который должен был курировать Кан Гао, оказался прекращён, молодой человек мог теперь вернуться в свою страну, но впоследствии во Франции стало известно, что он умер в море до прибытия на Филиппины. Некоторые китайские книги, привезённые с родины, он оставил в Париже, книги разошлись в разные руки, а затем продавались как экзотические втридорога.

## Интересные факты
- За картиной утвердилось название «Кан Гао, китаец из Кайенны», однако оно ошибочно. Кан Гао приехал из Манилы в Париж, умер, возвращаясь обратно в Манилу, но в Кайенну он так и не добрался.
- Существует ещё один портрет данного персонажа в виде гравюры: «Господин Кангао, китайский ученый, представленный королю 8 октября 1821 года» («Mr Kangao, chinois lettré présenté au Roi le 8 octobre 1821»), приписываемой некоему Ланглуа. Это гравюра (27 х 37 сантиметров), которая принадлежит, возможно, Клоду-Луи Ланглуа[англ.], по прозвищу Langlois de Sézanne. Эта гравюра выставлялась 26 апреля 2012 на аукционе в Друо[12].
- В Кайенну в августе 1820 года всё-таки прибыло 27 китайцев. В районе Ко был для них заблаговременно сооружён дом, он стоил 26 000 франков; при этом рассчитывали во время его строительства на приезд 180 или 200 китайцев. Им было разрешено провести четыре или пять дней в городе, чтобы расслабиться после долгого путешествия. Они были предоставлены сами себе, чтобы жить в соответствии с собственными традициями, подчиняясь распоряжениям своего китайского управляющего. Выяснилось, что только два китайца знакомы с сельским хозяйством; другие были поварами, сапожниками, представителями иных специальностей или просто бездельниками; французские власти в Гвиане так охарактеризовали их в донесении в Париж:

«бездомные и тунеядцы, живущие в разврате и пороке».— De St‐Amant, Pierre‐Charles. Des colonies